# Dolja Gavanski
Dolja Gavanski је glumica, rediteljka i producentkinja.

## Biografija
Rođena kao Dolja Dragašević, odrastala je u nekoliko gradova, uključujući Beograd, Samarkand, Moskvu i Sankt Peterburg. Studirala je na Univerzitetu u Kembridžu i doktorirala je na temu ruske kulture i pozorišta.
Glumi u filmovima, TV serijama, pozorišnim komadima, uključujući nekoliko Šekspirovih komada i savremene klasike.
Gavanski takođe pozajmljuje glasove za likove u video igrama, gde je najpoznatija njena uloga u popularnoj igri Overwatch (Zarja) i Company of Heroes 2. Radila je za BBC-jeve radio predstave i drame. Radio dramu The Russian Gambler za koju potpisuje scenario, emitovao je BBC Radio 4.
Njena producentska kuća Tea Films radi dokumentarne i druge filmove.
Godine 2020. režirala je svoj prvi dugometražni dokumentarni film Women’s Day, koji prati priče i borbu žena rođenih u Sovjetskom Savezu. Film je prikazan na velikom broju internacionalnih filmskih festivala.

## Odabrana filmografija

### Gluma
- 18% Grey - Stella
- Doctors - Several roles
- Our Kind of Traitor - Olga
- The Lesson - Tanja
- In the Land of Blood and Honey - Maida
- The Trip - Magda
- Spooks - Katerina
- Emmerdale Farm - Danusia Piotrowsky
- Leonardo (TV mini-serija) – Mona Lisa
- Nataša - Vesna

### Režija
| Godina | Film                    | Režija | Scenario | Produkcija | Nagrade |
| ------ | ----------------------- | ------ | -------- | ---------- | ------- |
| 2015   | Golos: Ukrainian Voices | Да     | Да       | Да         |         |
| 2019   | Women’s Day             | Да     | Да       | Да         |         |
| 2020   | 18% Grey                | Не     | Да       | Да         |         |

## Spoljašnje veze
- Dolya Gavanski на веб-сајту  (језик: енглески)